# Mitsubishi Cordia
Mitsubishi Cordia – kompaktowy samochód osobowy produkowany przez japońską firmę Mitsubishi w latach 1982–1990. Dostępny jako 3-drzwiowy hatchback. Następca modelu Celeste. Do napędu używano silników R4, w tym turbodoładowanych. Moc przenoszona była na oś przednią poprzez 4-biegową manualną lub automatyczną skrzynię biegów. Samochód został zastąpiony przez model Eclipse.

## Dane techniczne ('83 Cordia 1600 Turbo S)

### Silnik
- R4 1,6 l (1598 cm³), 2 zawory na cylinder, SOHC, turbo
- Układ zasilania: b.d.
- Średnica cylindra × skok tłoka: 76,90 × 86,00 mm
- Stopień sprężania: b.d.
- Moc maksymalna: 114 KM (84 kW) przy 5500 obr./min
- Maksymalny moment obrotowy: 169 N·m przy 3500 obr./min

### Osiągi
- Przyspieszenie 0–100 km/h: 9,1 s
- Prędkość maksymalna: 182 km/h

## Dane techniczne ('85 Cordia 1800 Turbo)

### Silnik
- R4 1,8 l (1796 cm³), 2 zawory na cylinder, SOHC, turbo
- Układ zasilania: b.d.
- Średnica cylindra × skok tłoka: 80,60 × 88,00 mm
- Stopień sprężania: b.d.
- Moc maksymalna: 136 KM (100 kW)
- Maksymalny moment obrotowy: 195 N·m

### Osiągi
- Przyspieszenie 0–100 km/h: b.d.
- Prędkość maksymalna: 200 km/h